# 日本猫

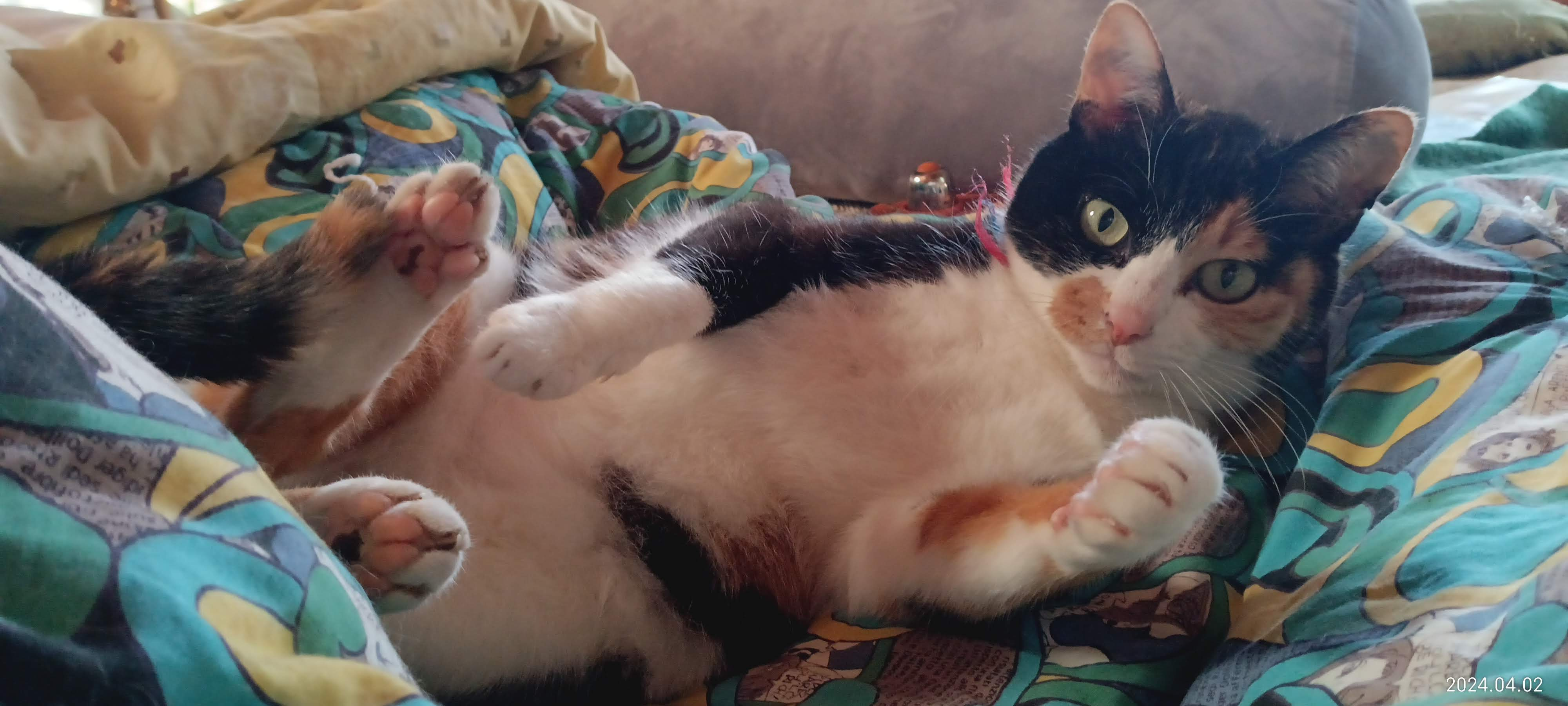
日本猫の典型的ながらの三毛猫。『新宿東口の猫』にも採用されている柄。

日本猫（にほんねこ）は、日本人に親しまれている日本産の猫で、和猫ともいう。品種としては雑種である。尻尾の短い猫はジャパニーズ・ボブテイルと呼ばれているが、日本猫には世界的に認められた定義はない。

## 特徴
顔は鼻筋が通り、耳の毛は短い。全身の毛はそれほど長くない。尾は細長いものと極端に短いものがあるが、細長くても先だけが折れ曲がっているものもある。尾の短いものは尾骨が複雑に折れ曲がっていることが多いが、毛に覆われているために外見上は単純な切り株状に見える。短尾のネコは、世界的には比較的珍しく、アメリカではジャパニーズ・ボブテイルと呼ばれている。一説に、尾は東へ行くほど細長く、関西では短く、西へ行くと折れ曲がっているらしい。
尻尾の短い個体が日本で一般的になった理由には、猫の尻尾に火鉢の火が引火し火事が起きた事があるから、長い尻尾は蛇を連想させて日本人に嫌われたから、二股に尾が分かれた妖怪「猫又」の誕生を忌み、尾の短い猫が好まれ尾の長い猫が減ったため、などの諸説がある。
白・黒の一色、濃淡帯状の縞模様、白地に黒ぶちや茶ぶち、そして三毛猫（多くが、雌）と呼ばれる白・茶・黒の三色に色分けされているものなどがいる。縞模様のネコはトラネコと呼ばれ、茶縞のものをチャトラ、こげ茶縞のものをキジトラ、灰色縞のものをサバトラと特に分けて呼ぶ場合もある。
毛の色は遺伝的要素や母体内での影響などが考えられているが、隔世遺伝なども起こるためか、必ずしも両親と同じ色が生まれるわけではない。伴性遺伝の関係で、白い面積の多いネコはメスが多く白以外の色のネコはオスが多い。また三毛猫とサビ猫（べっ甲柄の突然変異種）はほとんどがメスである。その一方で、チャトラは比較的オスが生まれやすい傾向がある。

## 歴史

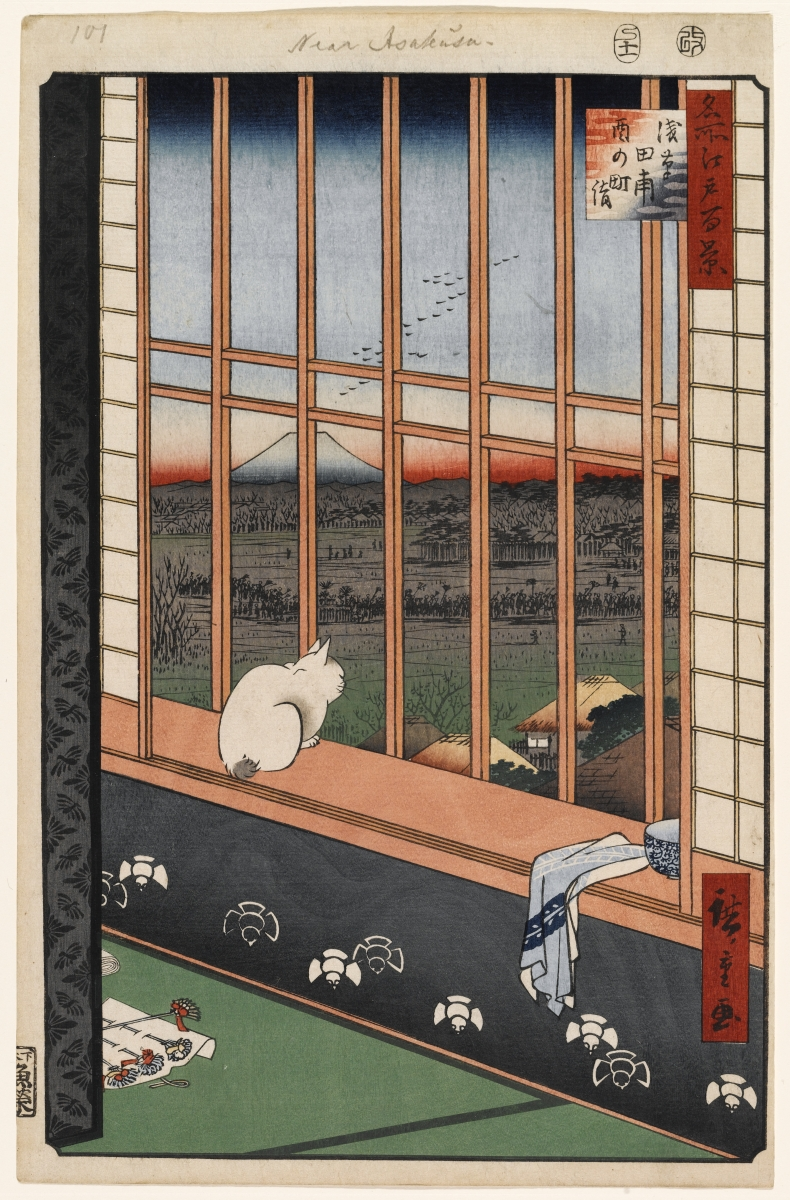
歌川広重『浅草田甫酉の町詣』 1857年

日本列島では縄文時代には家畜としての縄文犬が存在し、野生のヤマネコ（オオヤマネコなど）も生息していたが、狩猟対象ではあったが家畜化されるまでにはまだ至らなかった。弥生時代には稲作農耕の開始に伴い、家畜化されたブタ・ニワトリが導入された。弥生時代には長崎県壱岐市に所在するカラカミ遺跡（弥生時代）からネコの遺骨の発出土事例があり、紀元前から日本にネコが存在していた可能性が考えられている。
文献史料では『古事記』や『日本書紀』などにはネコの記述は見られず、『日本霊異記』に、705年（慶雲2年）に豊前国（福岡県東部）の膳臣広国（かしわでのおみ ひろくに）が、死後、ネコに転生し、息子に飼われたとあるのが最初である。
本物の猫の描写が記録として現われるのは、889年（昌泰2年）の宇多天皇による黒猫の飼育日記である。そこには「唐土渡来の黒猫」との断り書きがあり、それに加えて、それからおおよそ100年後、花山天皇が三條の皇太后に猫を贈った時に、その御製においてわざわざ「唐猫」と詠んでいることから見ても、舶来でない在来の猫が当時の日本に既に存在していたことが窺える。平安時代にはさまざまな和歌や物語に登場し、人々に親しまれていたことが窺われる。その後も、中国と交易するたびにネコが日本を訪れたため、いくらかの変遷があったと思われるが、戦国時代にシャム（タイ）などの東南アジアとも交易したことから、これらのネコとも関係ができたと思われる。現在の日本猫の形は江戸時代に固定されたものである。日光東照宮の「眠り猫」（伝・左甚五郎作）は、日本猫の姿をよくあらわす好例といえる。
日本に伝来してから長きにわたってネコは貴重な愛玩動物扱いであり、鼠害防止の益獣としての使用は限定され、ネコはつないで飼育する動物であったともいわれており、絵巻物等には魔除けの猿同様に紐・綱等でつながれて逃げないように飼育されているネコの様子が多数描かれている。そのため、鼠害対策として慶長7年（1602年）には、洛中の猫の綱を解き放つことを命じる高札(猫放し飼い令)が出されたことが、西洞院時慶の日記である『時慶記』に記録されている。禁制はかなりの効果があり、鼠害が激減したと言われ、御伽草紙の「猫のさうし」は、これに困った鼠が和尚に相談する内容となっている。
一方、日本猫は元々愛玩用ではなく鼠狩りの益獣として輸入されたため、家で飼われるより外で暮らすことが多かったとの見解もあり、室町時代の幸若舞には京都で猫が自由に外を徘徊している模様が記述されている。しかしながらネコが広く繁殖するまでには至っていなかったとみえ、江戸時代にはネズミを駆除するための呪具として猫絵を描いて養蚕農家に売り歩く者もいた。養蚕地方ではネズミ捕りに長けたネコは、馬の5倍の値が付くほどであったと伝えられ（『甲子夜話』）、寛政年間に濃尾と勢州で鼠害が猛威を奮った際にも、ネコが大変に高値になったとの記録が残っている（水野為長『よしの冊子』）。
平岩米吉は1971年（昭和46年）、『日本猫の標準』の試案を作成したうえで、「日本猫」の保存を呼び掛け、その保存運動を発起した。
平岩米吉の長女で父の研究助手の平岩由伎子は日本猫の種の揺籃は1945年（昭和20年）頃までは安静に続いていたものの、第二次世界大戦が終結した頃から進駐軍など外国人の手によって海外の品種が日本国内に大量に持ち込まれるようになり、特に日本国内に巻き起こった爆発的なシャム猫の流行期を過ぎてからは、外来種との混血が急速に進み、20世紀も後半を迎えた頃には絶滅寸前と言われるまでの状況になってしまったと考えている。平岩由伎子は元来、日本において猫は農作物や食料品を食害するネズミを捕るために放し飼いにされており、猫の高い繁殖力と相まって外来種と日本猫との混血が急速にすすんでいったと指摘し、日本猫は野良猫として日本人と密接に関わっていたため、初期に日本に持ち込まれた外来種であるペルシャやシャムといった品種と比べ、品種として認識されていなかったことが、外来種との混血に無関心であった背景として考えている。

## 標準型
平岩米吉による1971年（昭和46年）の研究発表を踏襲したうえでの「標準型」はおおよそ次のようになる。
- 体型：中型で雄雌の表示がはっきりしている。
- 被毛：やわらかな短毛。
- 頬：丸みを持っていて張っている、いわゆる丸顔。
- 額：広い。
- 顎：しっかりしていて噛み合わせが正しい。
- 口吻：短くて突き出ていない。
- 鼻：鼻すじが通っていて、やや広い。ストップはゆるやか。
- 耳：鋭くとがらず、多少丸味がある。
- 目：丸く、目尻少し上がる。目の色は自由。
- 四肢：しっかりしていて太い。趾（ポー）は丸型。
- 尾：長、短、中の3形にわける。
  - 長尾
    - 頭胴の約1/2以上。

  - 短尾 
    - 頭胴の約1/5以下。

  - 中尾 
    - 長短の中間のもの。
- 毛色：単色と斑と縞に分け、これを、さらに次の八種に細分する。
  - 単色 
    - （1）白、（2）黒

  - 斑
    - （3）赤斑、（4）黒斑、（5）三毛

  - 縞
    - （6）虎、（7）雉、（8）雲形（タビー型）
- 啼声：澄んだ優美な声。
- 禀性：活発で、かつ従順。

## 公認被毛色

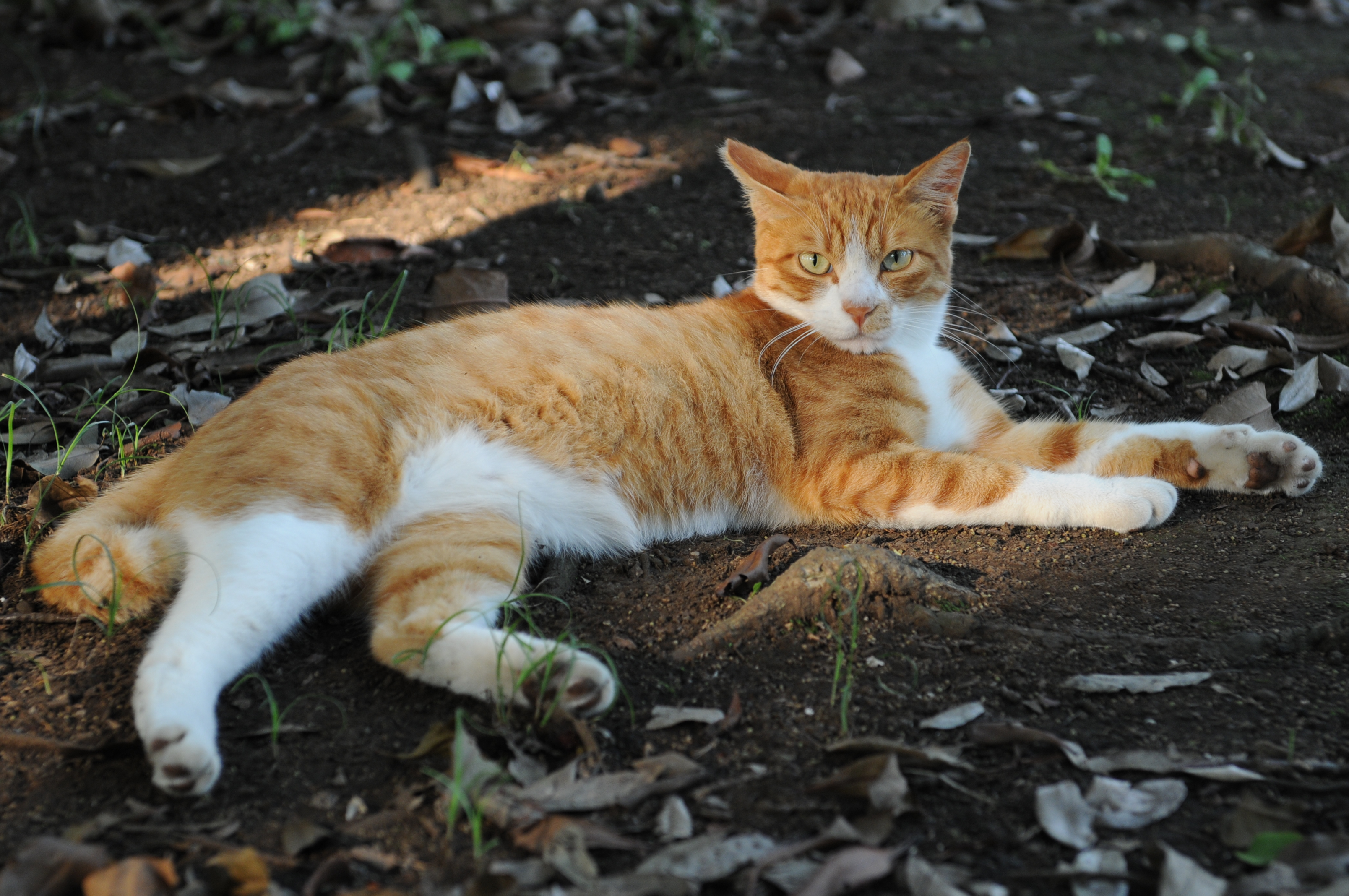
縞・白のバイカラー

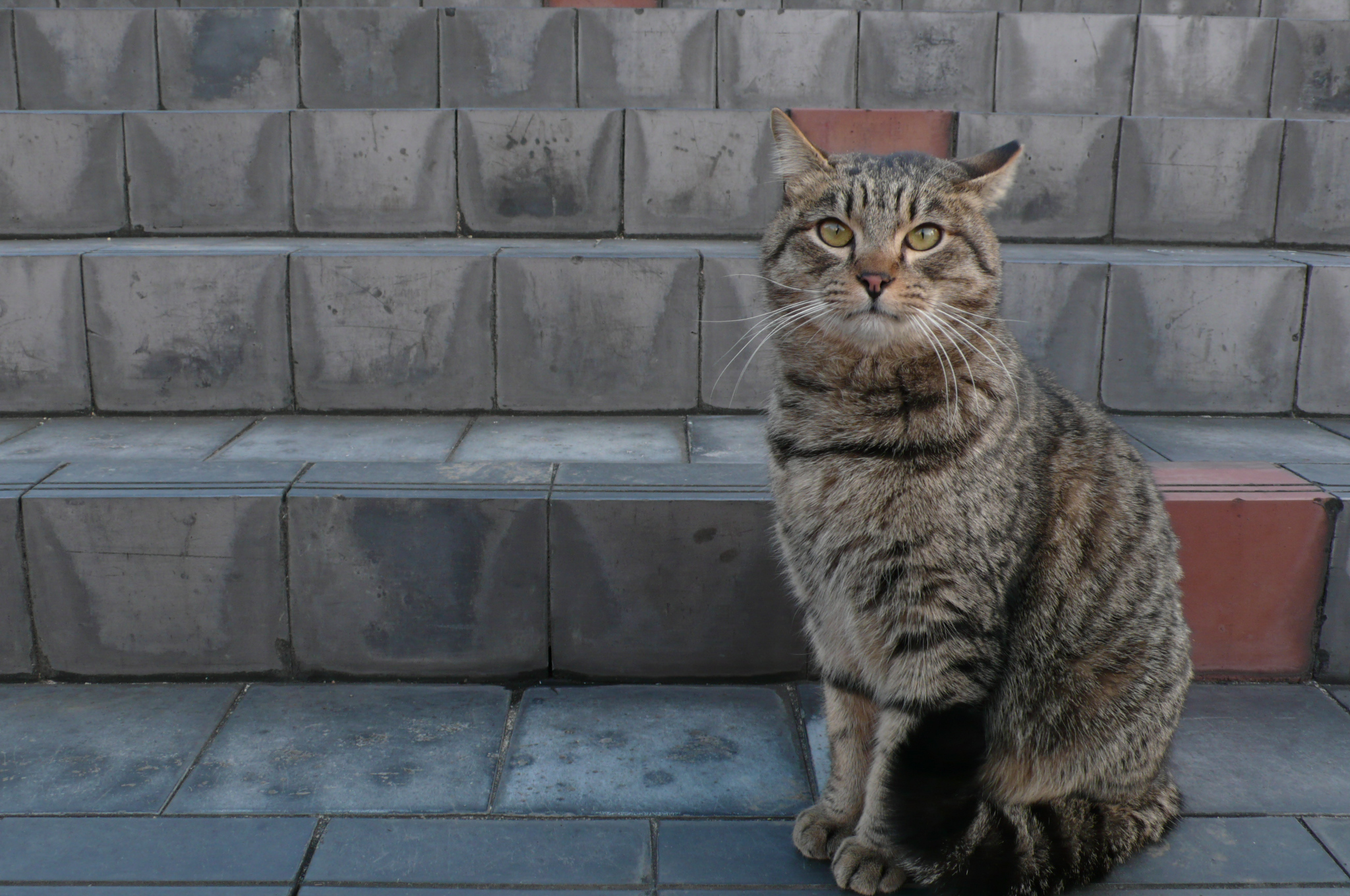
雉トラ

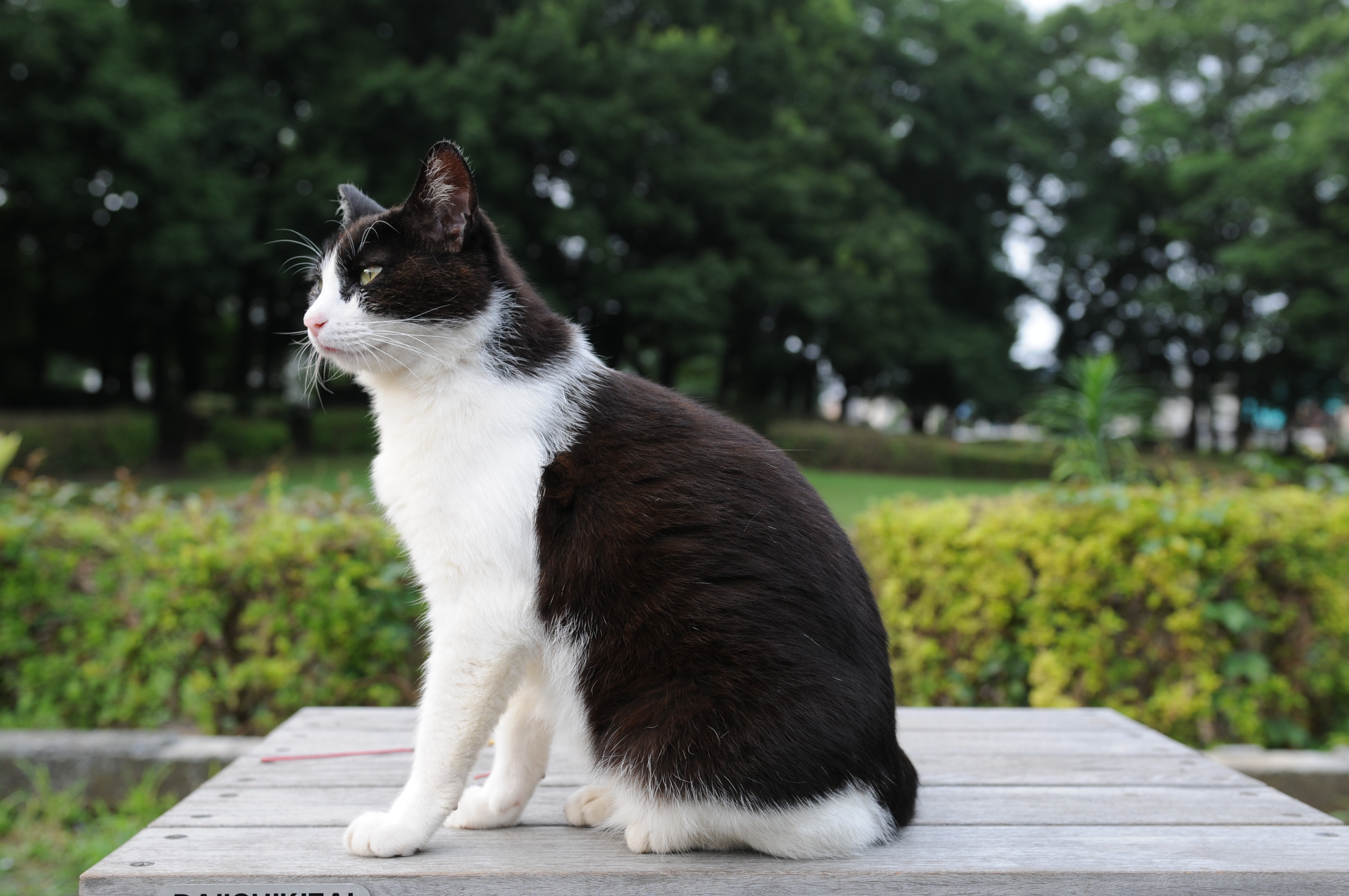
黒・白のバイカラー

日本猫保存会が公認し、『日本猫』に存在し得る被毛色には次のようなものがある。
| 部門                       | 種類                     | 概要 |
| -------------------------- | ------------------------ | --- |
| 単色部門（ソリッドカラー） | 白                       | 全身がむらのない真っ白で目色は青、金、オッドアイ。                                                                       |
| 単色部門（ソリッドカラー） | 黒                       | 全身がむらのない黒で目色は金。                                                                                           |
| 単色部門（ソリッドカラー） | 灰                       | 全身がむらのない灰色で目色は金。                                                                                         |
| 単色部門（ソリッドカラー） | 赤                       | 全身が深く澄んだオレンジ色で目色は金。                                                                                   |
| 二色部門（バイカラー）     | 黒・白                   | 白い地色に特定の色が身体の上側で目色は金。白い地色は全体の四分の一以上が好ましい。                                       |
| 二色部門（バイカラー）     | 赤・白                   | 白い地色に特定の色が身体の上側で目色は金。白い地色は全体の四分の一以上が好ましい。                                       |
| 二色部門（バイカラー）     | 灰・白                   | 白い地色に特定の色が身体の上側で目色は金。白い地色は全体の四分の一以上が好ましい。                                       |
| 二色部門（バイカラー）     | 縞・白                   | 白い地色に特定の色が身体の上側で目色は金。白い地色は全体の四分の一以上が好ましい。                                       |
| 斑部門（バンバイカラー）   | 黒・白                   | 白い地色に特定の色で耳の周辺や尾が色づけされている。斑の個数は2から3で目色は金。                                         |
| 斑部門（バンバイカラー）   | 赤・白                   | 白い地色に特定の色で耳の周辺や尾が色づけされている。斑の個数は2から3で目色は金。                                         |
| 斑部門（バンバイカラー）   | 縞・白                   | 白い地色に特定の色で耳の周辺や尾が色づけされている。斑の個数は2から3で目色は金。                                         |
| 斑部門（バンバイカラー）   | 灰・白                   | 白い地色に特定の色で耳の周辺や尾が色づけされている。斑の個数は2から3で目色は金。                                         |
| 三毛部門（キャリコ）       | 三毛（キャリコ）         | 白地に縞のない赤・黒の斑が分布されている。目色は金。                                                                     |
| 三毛部門（キャリコ）       | トビ三毛（バンキャリコ） | ほとんど白い地色に赤・黒の斑が耳の周辺、尾に色分けされている。目色は金、青、オッドアイ。                                 |
| 三毛部門（キャリコ）       | 縞三毛（キャリコタビー） | 白い地色に縞模様のある黒、赤の斑が入る。目色は金。                                                                       |
| 縞部門（タビー）           | サバトラ                 | 模様はマッカレル・タビー。全体に黒の鯖のような色調。地色はブルーグレイ、模様は黒、目色は金。                             |
| 縞部門（タビー）           | キジトラ                 | 模様はマッカレル・タビー。全体に雉の雌のような色調。地色は赤茶色、模様は黒、または黒褐色。目色は金。                     |
| 縞部門（タビー）           | 赤トラ                   | 模様はマッカレル・タビー。全体に赤の濃淡により形成される縞模様。地色は淡いオレンジ色に縞模様は濃いオレンジ色。目色は金。 |
| 縞部門（タビー）           | 雲型                     | 模様はクラシック・タビー。ブラウンとレッドに分けられる。目色は金。                                                       |
| 混色部門（パーティカラー） | サビ（トーティシェル）   | 全体的な色調は鉄錆色。黒の地色に赤、クリームがまだらに分布されている。目色は金。                                         |

## 尻尾の短い日本猫

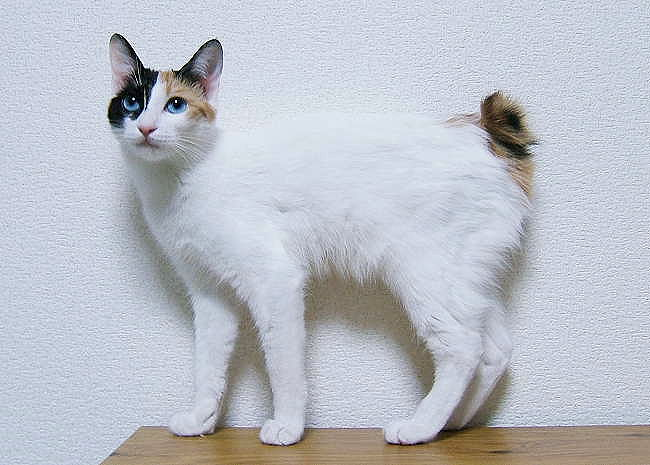
トビ三毛のジャパニーズボブテイル

日本猫が持ち出された例として、1910年にイギリスで撮影された日本猫の写真などが現存しており、この猫は尻尾の短い猫であった。この個体とは別に1900年、横浜からイギリスへ渡ったお雪という名前の日本猫の記録も残っている。また、1690年に日本に滞在していたドイツの博物学者エンゲルベルト・ケンペルが記した『日本誌』に記されている猫や、パトリック・ラフカディオ・ハーン（小泉八雲）が自筆、骨董の中でふれた愛猫に関してもやはり尻尾の長さを取り上げるなど、日本猫のとりわけ尻尾の短いものが日本猫の定型として海外に発信されていた。1861年に神奈川に滞在した米国宣教師マーガレット・バラはやはりこの尻尾のない猫を奇異に感じて手紙に書いており、またこの猫がネズミをとらない怠惰な行動に驚いている。
そのため、明治時代にアメリカへ留学した日本人が現地のアメリカ人から「日本の猫には尻尾がないというが、本当か」という質問をされたという記事が1873年、5月の新聞雑誌、99号に掲載されている。
こうした尻尾の短い日本猫に関する調査として、1904年日本に訪れたドイツの生物学者フランツ・ドフラインは著書『東亜紀行』の中で、長崎から東北地方まで日本を縦断調査する過程で、長尾の猫を多くみたが、中部地方では尻尾が結節状にちぢんだ猫をどこの村でも見かけることができたと記している。
こうして、明治時代などから海外での関心が高かった尻尾の短い日本猫を原種として、アメリカで改良・固定されたジャパニーズボブテイルという品種が1976年認定されるにいたった。